# Microcalcarifera rectilineata
Microcalcarifera rectilineata är en fjärilsart som beskrevs av Hudson 1898. Microcalcarifera rectilineata ingår i släktet Microcalcarifera och familjen mätare. Inga underarter finns listade i Catalogue of Life.